# Hydraena wittmeri
Hydraena wittmeri är en skalbaggsart som beskrevs av Satô 1979. Hydraena wittmeri ingår i släktet Hydraena och familjen vattenbrynsbaggar. Inga underarter finns listade i Catalogue of Life.